# Universiteit Namen
De Universiteit van Namen (Frans: Université de Namur, tot maart 2013: Facultés universitaires Notre-Dame de la Paix (FUNDP)) is een katholieke universiteit in de stad Namen. De universiteit werd er in 1831 samen met het jezuïetencollege opgericht.
Aanvankelijk was het een centrum voor kandidaturen om vanuit de (toen nog wat achtergebleven) Ardennen studenten naar het hoger onderwijs te doen doorstromen.
Na de oprichting van de Katholieke Universiteit van Mechelen werd een band met deze universiteit gevormd. De relaties tussen de Université catholique de Louvain en de Universiteit van Namen zijn opperbest gebleven, ook na de taalkundige splitsing van de Leuvense universiteit: er bestaat een uitwisselingssysteem van studenten en docenten; de diploma's worden wederzijds erkend. De UCLouvain telt echter een campus in Namen, de CHU UCLouvain Namur.

## Geschiedenis
In 1831 zetten zeven families hun schouders onder de oprichting van een jezuïetencollege in Namen, op voorwaarde dat men er na de secundaire studies ook een opleiding filosofie zou kunnen aanvatten. Met de bijeengebracht fondsen kocht men een deel van de vroegere abdij Paix Notre-Dame aan. De terreinen werden vervolgens afgestaan aan de jezuïeten. In 1831 vatten slechts twee studenten de opleiding filosofie aan, in het daaropvolgende jaar – waarin de richting ook officieel wordt ingehuldigd – zijn dat er negen.
De vrijheid van onderwijs die in de Belgische grondwet staat ingeschreven, maakt het mogelijk dat naast de officiële rijksuniversiteiten in Gent, Luik en Leuven ook afzonderlijke ‘vrije faculteiten’ opereren. Lange tijd hebben deze faculteiten echter niet hetzelfde statuut. Zo mogen de Naamse Facultés niet zelf de graad van kandidaat toekennen. Pas vanaf 1926 mag men in eigen naam diploma’s uitreiken. Enkele jaren later komen de faculteiten op hetzelfde niveau als de universiteiten. Ondertussen kan men in Namen niet alleen zijn kandidatuur in de filosofie halen, maar ook in de natuurwetenschappen en de geneeskunde.
In de jaren 1960 maakt de Naamse universiteit enkele grote evoluties door. Tot die tijd worden de Facultés Notre-Dame de la Paix (FUNDP), net als de Facultés Saint-Louis (FUSL) in Brussel, nog steeds niet van staatswege gesteund. Pas in 1962 komen de eerste subsidies. In de daaropvolgende jaren worden heel wat nieuwe universiteitsgebouwen, waaronder een bibliotheek en een groot auditorium, opgetrokken. Voor het eerst vervoegen ook lekenonderwijzers de jezuïeten, die tot deze tijd het onderwijs hebben verzorgd. Het aanbod voor al bestaande opleidingen wordt uitgebreid en er komen nieuwe opleidingen in de Germaanse talen en de informatica bij. Het aantal studenten groeit van minder dan 500 in 1960 naar meer dan 4300 in 1996. Bij het begin van het academiejaar 2013 zijn er 6500 ingeschreven aan de Universiteit van Namen.
Op 30 juni 2004 ondertekenden de rectoren van de FUNDP, de FUCaM (Bergen), de FUSL en de UCL de oprichtingsakte van de Académie universitaire Louvain, waarmee de vier katholieke universiteiten besluiten tot nauwe samenwerking. In 2007 starten fusiegesprekken die moeten leiden tot de oprichting van één enkele katholieke universiteit. Terwijl de andere drie partners zich positief uitspreken over de fusieplannen, mislukt het project wanneer op de algemene vergadering van de FUNDP in december 2010 niet de vereiste 80% voor de fusie stemt.
In september 2012 wordt beslist tot een naamswijziging van de Facultés universitaires Notre-Dame de la Paix in de Universiteit van Namen. De naamswijziging wordt in maart 2013 doorgevoerd.

## Opleidingen
Aan de Universiteit van Namen zijn niet alle faculteiten vertegenwoordigd. In sommige studiegebieden wordt zowel een bachelor- als een masteropleiding aangeboden, terwijl in andere gevallen enkel een bacheloropleiding wordt voorzien. Daarnaast zijn er nog enkele aanvullende masteropleidingen.

### Bacheloropleidingen
Faculteit letteren en wijsbegeerte
- Filosofie
- Geschiedenis
- Kunstgeschiedenis en archeologie
- Romaanse talen
- Germaanse talen

Faculteit recht
- Recht

Faculteit informatica
- Informatica

Faculteit economische en sociale wetenschappen
- Economische wetenschappen
- Sciences de gestion (management)
- Handelsingenieur
- Politieke wetenschappen
- Informatie en communicatie

Faculteit Geneeskunde
- Geneeskunde
- Biomedische wetenschappen
- Farmaceutische wetenschappen

Faculteit wetenschappen
- Wiskunde
- Fysica
- Chemie
- Biologie
- Geologie
- Geografie
- Diergeneeskunde

### Masteropleidingen
De universiteit biedt twee types masteropleidingen aan: masters van 60 en van 120 studiepunten, waarvan de opleiding respectievelijk één en twee jaar duurt. Enkel de tweejarige masters geven toegang tot een aanvullende masteropleiding of een doctoraatsstudie.
Faculteit economische wetenschappen
- Economische wetenschappen (120 of 60 studiepunten)
- Sciences de gestion (management)
 (120 of 60 studiepunten)
- Handelsingenieur (120 studiepunten)

Faculteit informatica
- Informatica (120 of 60 studiepunten)

Faculteit geneeskunde
- Biomedische wetenschappen (120 of 60 studiepunten)

Faculteit wetenschappen
- Wiskunde (120 of 60 studiepunten)
- Fysica (120 of 60 studiepunten)
- Chemie (120 of 60 studiepunten)
- Moleculaire en cellulaire biochemie (120 studiepunten)
- Biologie (120 of 60 studiepunten)

## Bekende oud-studenten
- Eva Brems (1969), hoogleraar en politicus
- Georges Clerfayt (1935), hoogleraar en politicus
- Jean-Luc Dehaene (1940), politicus
- Béatrice Delvaux (1960), journalist
- Hugo De Ridder (1932), journalist en essayist
- Albert Mélot (1936), rechter en verzetsman
- Andries Van den Abeele (1935), industrieel, politicus, monumentenzorger en geschiedkundige
- Raynier van Outryve d'Ydewalle (1934-2007), voorzitter van de GIMV
- Jacques van Ypersele de Strihou (1936), econoom en kabinetschef van koning Albert II
- Koen Lenaerts (1954), hoogleraar en voorzitter van het Hof van Justitie

## Bekende hoogleraren
- Elisabeth Leijnse
- Léo Moulin
- Hendrik Vuye